# История почты и почтовых марок Омана
История почты и почтовых марок Омана, султаната в Юго-Западной Азии, на востоке Аравийского полуострова со столицей в Маскате, охватывает период британского протектората Маската и Омана (до 1970) и период современного Султаната Оман (с 1970). Оман входит в число стран — членов Всемирного почтового союза (с 1971).

## Развитие почты
1 мая 1864 года Великобритания открыла первое почтовое отделение на территории нынешнего Омана в городе Маскате, входившее в состав Бомбейского почтового округа. Индийские почтовые марки гасились номерным почтовым штемпелем с номером 309. С 1879 года применялся штемпель с текстом англ. «Muscat» («Маскат»).
У имамата Оман своей почты не было, а султанат Маскат осуществлял почтовую эмиссию на своей территории.
В декабре 1947 года почтовое отделение Маската было переподчинено почтовой администрации Пакистана, а в обращении были индийские почтовые марки, а также с 29 декабря почтовые марки с надпечаткой слова «Pakistan» («Пакистан»).
С 1 апреля 1948 года почтовое отделение Маската перешло в ведение почтовой службы Великобритании.
В апреле 1966 года контроль над почтой перешёл к органам власти султаната.
По существу до 1970 года почтовая связь в Омане отсутствовала, а единственное почтовое отделение работало при консульстве Великобритании в Маскате.
В 1974 году в городах страны функционировали 13 почтовых отделений.

## Выпуски почтовых марок
На территории Маската и Омана в почтовом обращении вначале находились почтовые марки Индии. В 1944 году вышли первые почтовые марки Маската, представлявшие собой арабскую надпечатку на индийских почтовых марках. Серия почтовых марок с надпечаткой состояла из марок 15 различных номиналов. Одновременно была эмитирована серия служебных марок 10 номиналов.

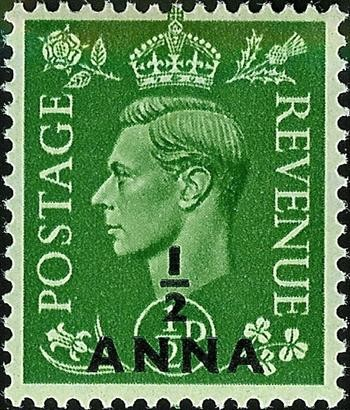
Марка Великобритании с надпечаткой ½ анны на ½ пенни для британских почтовых отделений в Восточной Аравии, 1948

После переподчинения пакистанскому почтовому ведомству в декабре 1947 года использовались почтовые марки Пакистана. Перед поступлением в почтовое обращение 29 декабря почтовых марок с типографской надпечаткой 9 дней использовались индийские почтовые марки из имевшихся запасов, на которых местным почтмейстером ручным способом была сделана надпечатка «Pakistan» («Пакистан»).
Но уже с 1 апреля 1948 года, когда почтовое отделение Маската было передано почтовому ведомству Великобритании, в обращении появились британские почтовые марки, на которых был надпечатан новый номинал в местной, то есть индийской, валюте: «Anna» («Анна»), «Rupee» («Рупия»), «NP» («Найя пайса» — новая пайса). Помимо Маската, этими же почтовыми марками оплачивалась корреспонденция, отправляемая в других британских почтовых отделениях, расположенных в районе Персидского залива.
После перехода почты в ведение самого султаната в апреле 1966 года, была выпущена первая серия марок оригинального дизайна: на марках изображены гербы, порт Маскат, форты Мэтрах, Мирани, другие сюжеты и указано название государства: «Muscat and Oman» («Маскат и Оман»). В 1970 году эту же стандартную серию переиздали с новыми номиналами.
В январе 1969 года вышла первая серия памятных почтовых марок Маската и Омана, она была посвящена первой отправке нефти из страны танкерами.
16 января 1971 года были выпущены собственные почтовые марки в качестве султаната Оман. На почтовых марках стандартной серии 1970 года было перечёркнуто несколькими линиями прежнее название и надпечатано новое название государства на арабском и английском языках: «Sultanate of Oman» («Султанат Оман»).

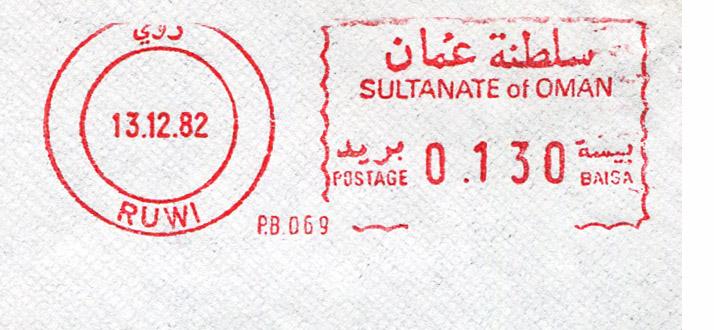
Франкотип Омана (1982)

В 1972 году на марках были сделаны такие же надпечатки. В 1972—1975 годах выходила новая стандартная серия из марок 12 номиналов с репродукциями картин, изображающих Маскат, Матрах и Шинас в 1809 году. Часть почтовых марок этой серии известна с различным положением водяных знаков. В 1976—1978 годах девять почтовых марок этой серии были переизданы на бумаге с другим водяным знаком.
Эмиссионная политика Омана довольно консервативна: например, с 1944 года по 1963 год были эмитированы 90 почтовых и 10 служебных марок, с 1971 года по 1979 год свет увидели чуть более 100 почтовых марок. Сюжетами памятных марок становились национальные праздники, борьба с неграмотностью, 100-летие Всемирного почтового союза, 25-летие Арабского почтового союза и прочие.

## Фантастически-спекулятивные выпуски
Начиная с 1967 года за пределами Омана (преимущественно в Ливане) большими тиражами выпускаются похожие на почтовые марки виньетки с надписями «State of Oman» («Государство Оман»), «Oman Jmamate State» («Имамат Оман») и похожими. Выпускаются они как с зубцами, так и без зубцов. В ограниченном числе печатаются также почтовые блоки с зубцами и без зубцов, и стандартные серии из почтовых марок 10 и 12 номиналов. Эти виньетки известны на письмах, которые якобы побывали в почтовом обращении.
Несмотря на сходство с почтовыми марками, все подобные фантастическо-спекулятивные выпуски не имеют никакой филателистической ценности и в филателистической среде относятся к так называемым песчаным дюнам.